# Sierra de Huelva
Sierra de Huelva Spanyolországban, Andalúzia Huelva tartományában található comarca.  Lakosainak száma 37 918 fő (2024).

## Önkormányzatai
- Alájar
- Almonaster la Real
- Aracena
- Aroche
- Arroyomolinos de León
- Cala
- Cañaveral de León
- Castaño del Robledo
- Corteconcepción
- Cortegana
- Cortelazor
- Cumbres de Enmedio
- Cumbres de San Bartolomé
- Cumbres Mayores
- Encinasola
- Fuenteheridos
- Galaroza
- Higuera de la Sierra
- Hinojales
- Jabugo
- La Nava
- Linares de la Sierra
- Los Marines
- Puerto Moral
- Rosal de la Frontera
- Santa Ana la Real
- Santa Olalla del Cala
- Valdelarco
- Zufre